# Coupéville
Coupéville är en kommun i departementet Marne i regionen Grand Est (tidigare regionen Champagne-Ardenne) i nordöstra Frankrike. Kommunen ligger i kantonen Marson som tillhör arrondissementet Châlons-en-Champagne. År 2022 hade Coupéville 168 invånare.

## Befolkningsutveckling
Antalet invånare i kommunen Coupéville
| Referens: INSEE |